# Chiens contrebandiers
Chiens contrebandiers è un cortometraggio del 1906 diretto da Georges Hatot.

## Trama
Spagna, vicino al confine. Manuela e la sua amica stanno lavorando ai merletti. Arriva Antonio che fa delle avance a Manuela, la quale lo respinge, Nel frattempo arriva il suo amante, prende le balle con i merletti ed esce. Antonio, infuriato, li segue per vendicarsi. I contrabbandieri si sono riuniti in una grotta conosciuta solo da loro per attrezzare i cani con la merce da portare in un posto sicuro dall'altra parte del confine. Nel frattempo Antonio ha avvertito i doganieri, i contrabbandieri se ne accorgono e fanno uscire i cani. I cani fuggono attraversando le colline, i boschi, i cespugli e nuotando, pensando solo al loro materiale che trasportano. A volte qualche pacco cade ma subito dietro un altro cane si preoccupa di riprenderlo. I doganieri avvertiti da Antonio aspettano i contrabbandieri in un bosco, a questo punto si verifica un terribile scontro e solo i cani e un singolo contrabbandiere raggiungono la loro destinazione.

## Proiezioni[1]
1. Basilo Cinematograph, Quinconces Fair, Bordeaux, 16.10.1906
2. Omnia Pathé, Parigi, dal 26.1 al 1.2.1907
3. Empresa Fontenelle e Cia, Teatrinho Iracema, Fortaleza (Brasile), dal 7.6 al 25.8.1908